# Rio Rabaçal
O rio Rabaçal é um curso de água que nasce na Galiza, próximo da fronteira com Portugal, da junção de varios rios e riachos galegos. Entra no país no concelho de Vinhais. Ainda no concelho de Vinhais junta as suas águas com o rio Mente, o seu maior afluente, o qual faz em parte do seu percurso a fronteira com Espanha. Este rio serve de limite entre o distrito de Vila Real e o distrito de Bragança, fazendo também de fronteira entre os concelhos de Chaves e Valpaços do lado de Vila Real e os de Vinhais e Mirandela do lado de Bragança. Possui duas barragens, a barragem em Rebordelo e a barragem de Sonim, ambas entre o concelho de Valpaços e o de Mirandela. Segue o seu caminho até à confluência com o rio Tuela a Norte de Mirandela, para formar o rio Tua.

## Pontes
Como em vários outros cursos de água do Norte de Portugal, o rio Rabaçal é atravessado por algumas pontes romanas. A destacar existem a ponte entre Santalha e Edroso de Lomba, encaixada num profundo vale, e a ponte na estrada Bouça-Valpaços, junto à aldeia dos Possacos, denominada ponte do "arquinho", num local aprazível e junto a um parque de campismo.